# René Cormier
René Cormier, né le 27 avril 1956, est un homme de théâtre, musicien et un homme politique acadien (canadien).
Il est nommé sénateur du Nouveau-Brunswick le 10 novembre 2016. Il est membre du Groupe des sénateurs indépendants.

## Carrière professionnelle
Néo-Brunswickois francophone, il fait carrière dans le domaine de la musique et du théâtre aussi bien comme pianiste, compositeur, comédien ou metteur en scène que comme gestionnaire culturel et administrateur, participant à ces titres à plus de 120 productions théâtrales. Il est directeur du Théâtre populaire d'Acadie de 1993 à 2005, puis dirige le  bureau des États généraux des arts et de la culture dans la société acadienne au Nouveau-Brunswick au sein de l'Association acadienne des artistes professionnel.le.s du Nouveau-Brunswick de 2005 à 2015. Très actif pour la francophonie, il est membre du conseil d'administration de nombreuses associations comme la Conférence canadienne des arts, la Fédération culturelle canadienne-française, l’Association des théâtres francophones du Canada (ATFC), la Commission internationale du théâtre francophone (CITF) ou encore TV5 Québec Canada.

## Engagement et politique
Fidèle à son engagement pour l'Acadie et la francophonie , il est élu président de la Société nationale de l'Acadie en juin 2015.
Il est nommé sénateur le 27 octobre 2016 sous la recommandation du premier ministre Justin Trudeau. Après avoir hésité à cumuler les deux postes, il démissionne de la présidence de la Société nationale de l'Acadie quelques jours après sa nomination. Il joint le Groupe des sénateurs indépendants.

### Prix et récompenses
- 1998 : Éloïze de l'artiste de l'année en théâtre ;
- 2000 : Prix de gestionnaire de l'année du Conseil économique du Nouveau-Brunswick ;
- 2003 : ordre des Arts et des Lettres de France ;
- 2005 : prix Marcus ;
- 2008 : Ordre des francophones d’Amérique ;
- 2017 : doctorat honoris causa en arts et culture de l'Université de Moncton.